# GFL International Atlantic Cup
La GFL International Atlantic Cup è una competizione europea di football americano organizzata dalla GFL International. Raggruppa squadre belghe, irlandesi e olandesi. La prima edizione è stata giocata a settembre 2015, in sostituzione della EFAF Atlantic Cup.

## Formula
Il torneo viene disputato nella formula a eliminazione diretta.

## Team partecipanti
| Team                             | Numero Partecipazioni | Miglior piazzamento | Titoli vinti |
| -------------------------------- | --------------------- | ------------------- | ------------ |
| Belfast Trojans                  | 2                     | 1° 2015             | 1            |
| Brussels Black Angels            | 1                     | 1° 2016             | 1            |
| Bucharest Rebels                 | 1                     | 2° 2017             | 0            |
| Dublin Rebels                    | 1                     | 1° 2017             | 1            |
| Ghent Gators                     | 1                     | 3° 2015             | 0            |
| Groningen Giants                 | 2                     | 2° 2015 2016        | 0            |
| Luxembourg Steelers of Dudelange | 2                     | 4° 2015 2016        | 0            |

## Albo d'oro
| 2015 | Belfast Trojans       | Groningen Giants | 26 - 7  | Groninga    |
| 2016 | Brussels Black Angels | Groningen Giants | 47 - 0  | Lussemburgo |
| 2017 | Dublin Rebels         | Bucharest Rebels | 42 - 14 | Dublino     |